# Srpska Demokratska Stranka Kosova i Metohije
Srpska Demokratska Stranka Kosova i Metohije, vilket betyder "Serbiska demokratiska partiet i Kosovo och Metohija" är ett politiskt parti i Kosovo. I valet till Kosovos nationalförsamling 17 november 2007 fick partiet 3 mandat.